# Catherine, Prințesă de Wales
Catherine, Prințesă de Wales (născută Catherine Elizabeth Middleton; n. 9 ianuarie 1982, Berkshire, Anglia, Regatul Unit) este soția prințului William de Wales, moștenitorul tronului britanic.
Catherine a crescut la Chapel Row, un sat din apropiere de Newbury, Berkshire, Anglia. A studiat Istoria Artei în Scoția la Universitatea din St Andrews, unde l-a întâlnit pe Prințul William de Wales în 2001. Logodna lor a fost anunțată la 16 noiembrie 2010, și ea a participat la numeroase evenimente regale înainte ca ei să se căsătorească la 29 aprilie 2011 la Westminster Abbey. Copiii cuplului — Prințul George, Prințesa Charlotte și Prințul Louis — sunt al doilea, al treilea și, respectiv, al patrulea în linia de succesiune la tronul britanic.
De la căsătoria ei, Prințesa și-a asumat îndatoriri și angajamente regale în sprijinul reginei Elisabeta a II-a. Ea deține patronajul a peste 20 de organizații caritabile și militare, inclusiv Action for Children, SportsAid și National Portrait Gallery. Ea desfășoară proiecte prin intermediul Fundației Regale, activitatea ei de caritate concentrându-se pe problemele legate de copiii mici, dependența și arta. Pentru a încuraja oamenii să se deschidă cu privire la problemele lor de sănătate mintală, ducesa a realizat campania de conștientizare a sănătății mintale „Heads Together”, lansată împreună cu Ducele și Prințul Harry în aprilie 2016. Presa a numit impactul Catherinei asupra modei britanice și americane „efectul Kate Middleton”. În 2011, 2012 și 2013, revista revista Time a selectat-o drept una dintre cele mai influente 100 de oameni din lume.
La 9 septembrie 2022, a devenit Prințesă de Wales când soțul ei, William, a fost numit Prinț de Wales de către regele Charles al III-lea.

## Biografie
Kate Middleton s-a născut la spitalul Royal Berkshire, ca primul copil din cei trei ai lui Michael Francis Middleton (n. 1949), fost dispecer aerian la British Airways și Carole Elizabeth Middleton (n. 1955), fostă stewardesă. Michael și Carole s-au căsătorit la 21 iunie 1980 la Dorney, Buckinghamshire.
Kate a studiat la colegiul Marlborough, apoi a urmat Universitatea St Andrews, unde l-a întâlnit pe Prințul William. A absolvit universitatea în 2005 cu un master în Istoria Artei.

## Căsătorie
La 16 noiembrie 2010, Casa Clarence a anunțat că Prințul William și Kate Middleton intenționează să se căsătorească în 2011. Cuplul s-a logodit în octombrie 2010 în Kenya, în timpul unei vacanțe de 10 zile. Nunta a avut loc la Westminster Abbey la 29 aprilie 2011.
La 3 decembrie 2012, Palatul St James a anunțat că ducesa de Cambridge este însărcinată și așteaptă primul copil al cuplului. Anunțul a fost făcut după ce ducesa a fost internată la spitalul privat "King Edward VII" situat în centrul Londrei, din cauza gravidarum hyperemesis (grețuri).. La 22 iulie 2013 ducesa a născut un băiat de 3,80 kg. La 24 iulie 2013, Palatul Kensington a anunțat că băiatul se va numi George Alexander Louis. La 2 mai 2015 ducesa a născut o fată de 3,70 kg. La 4 mai 2015, Palatul Kensington a anunțat că fata se va numi Charlotte Elizabeth Diana. În data de 4 septembrie 2017, Palatul Kensington a anunțat că ducesa de Cambridge este însărcinată cu cel de-al treilea copil. La 23 aprilie 2018, ducesa a născut un băiat de 3,80 kg. La 27 aprilie 2018, Palatul Kensington a anunțat că băiatul se va numi Louis Arthur Charles.

## Îndatoriri regale

### Apariții publice

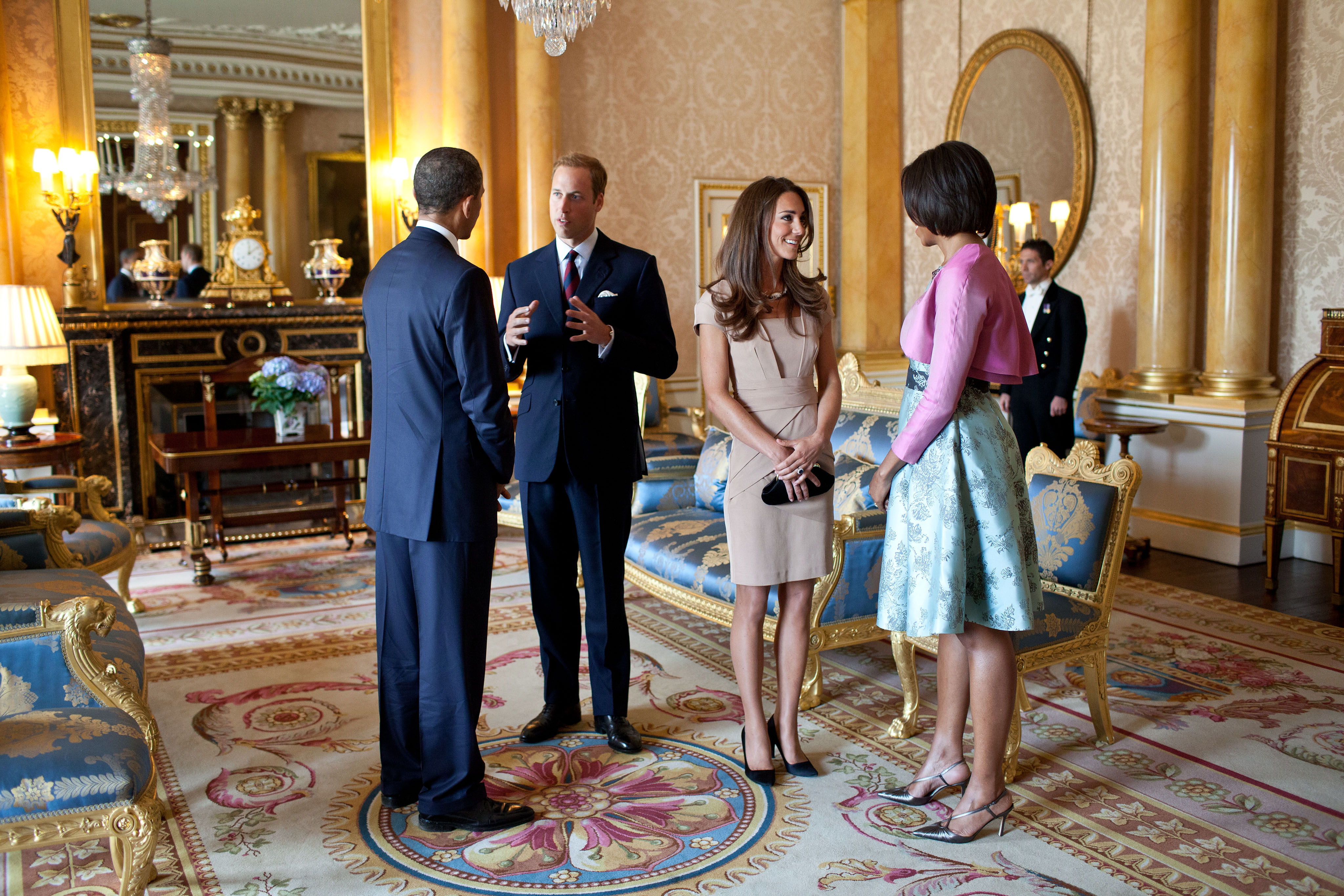
Ducele și Ducesa s-au întâlnit cu președintele american Barack Obama și cu Prima Doamnă Michelle Obama la Palatul Buckingham la câteva săptămâni după nuntă.

Catherine a fost introdusă oficial în viața publică la 24 februarie 2011, cu două luni înainte de nuntă, atunci când ea și William au participat la o ceremonie în Trearddur, Anglesey în North Wales. O zi mai târziu ei au apărut la St Andrews la celebrarea a 600 de ani de existență a universității. La 16 februarie 2011, Casa Clarence a anunțat că ducele și ducesa vor participa la primul tur regal din Canada care a avut loc în iulie 2011.
În mai 2011, la scurt timp după nuntă și în timp ce Prințul Charles era în vizită oficială în Statele Unite, Casa Clarence a anunțat că ducele și ducesa vor vizita și California după turul canadian. A fost prima vizită a ducesei de Cambridge în Statele Unite.
La 26 octombrie 2011, ea a efectuat primul ei eveniment solo pentru In Kind Direct, în timp ce Prințul de Wales era în Arabia Saudită. La 2 noiembrie, ducele și ducesa de Cambridge au vizitat Centrul de Resurse al UNICEF pentru furnizarea de alimente copiilor subnutriți din Africa, situat în Copenhaga, Danemarca.
La 19 martie 2012, ducesa a susținut primul ei discurs public, într-un centru de tratamente paliative pentru copii, pe care îl patronează.
Ducesa s-a implicat în organizațiile de caritate sprijinite de soțul ei și de fratele acestuia, prințul Harry. În iunie 2012, Fundația Prințului William și a Prințului Harry a fost redenumită în "Fundația Regală a ducelui și ducesei de Cambridge și a Prințului Harry" pentru a reflecta contribuția Catherinei. Ducele și Ducesa au fost anunțați ca ambasadori pentru Jocurile Olimpice de vară din 2012 de la Londra, alături de prințul Harry. Ca parte a rolului ei, ducesa a participat la numeroase evenimente sportive de-a lungul jocurilor.
În septembrie 2012, ducele și ducesa s-au angajat într-un tur care a cuprins Singapore, Malaezia, Tuvalu și Insulele Solomon, ca parte a Jubileului Regal. În timpul acestei vizite în străinătate, ducesa a ținut primul ei discurs oficial în străinătate, în timp ce vizita un ospiciu din Malaezia, bazându-se pe experiența sa în calitate de patron al Ospiciului de copii din Anglia de Est.
După nașterea Prințului George, ea efectuat primul ei angajament la sfârșitul lunii august, atunci când l-a însoțit pe Duce pentru a se întâlni cu atleții care se pregăteau pentru un ultra-maraton pe insula Anglesey, unde Ducii au o reședință. La începutul lunii martie 2014, s-au anunțat detaliile unui tur de două săptămâni în Noua Zeelandă și Australia pe care Ducele, Ducesa și fiul lor urmau să-l facă în perioada 16-25 aprilie. A fost prima vizită a Catherinei în acea zonă și prima apariție publică majoră a Prințului George de la botezul său, din octombrie 2013. Turul a început în Noua Zeelandă unde au vizitat Wellington, Blenheim, Auckland, Dunedin, Queenstown și Christchurch. S-a terminat în Australia unde au vizitat Sydney, the Blue Mountains, Brisbane, Uluru, Adelaide și Canberra.
La 21 iulie 2014, s-a anunțat că Ducesa va face primul ei tur de una singură și va vizita Malta în perioada 20–21 septembrie 2014, când insula va celebra cea de-a 50-a aniversare de la independență. Călătoria a fost anulată, Ducele înlocuind-o, după ce s-a anunțat la începutul lunii septembrie cea de-a doua sarcină a ei. În aprilie 2016, Ducesa și soțul ei au făcut un tur în India și Bhutan.

## Titluri, onoruri și blazoane
- 9 ianuarie 1982– 29 aprilie 2011: Miss Catherine Elizabeth Middleton
- 29 aprilie 2011– 8 septembrie 2022: Alteța Sa Regală Ducesa de Cambridge[34]
  - In Scoția: Alteța Sa Regala Contesa Strathearn
- 8 septembrie 2022 – 9 Septembrie 2022: Alteța Sa Regală Ducesa de Cornwall și Cambridge
- 9 Septembrie 2022 – prezent: Alteța Sa Regală Prințesa de Wales
  - În Scoția: Alteța Sa Regală Duceasa de Rothesay

Spre deosebire de majoritatea mireselor regale și în contrast cu cele mai multe consoarte regale anterioare timp de 350 de ani, Catherine nu are un fond aristocratic sau regal. În dimineața nunții, la 29 aprilie 2011 la 8:00 am, oficiali de la Palatul Buckingham au anunțat că în concordanță cu tradiția regală regina l-a numit pe Prințul William duce de Cambridge, Conte de Strathearn și Baron Carrickfergus.